# Шпиц (породы собак)

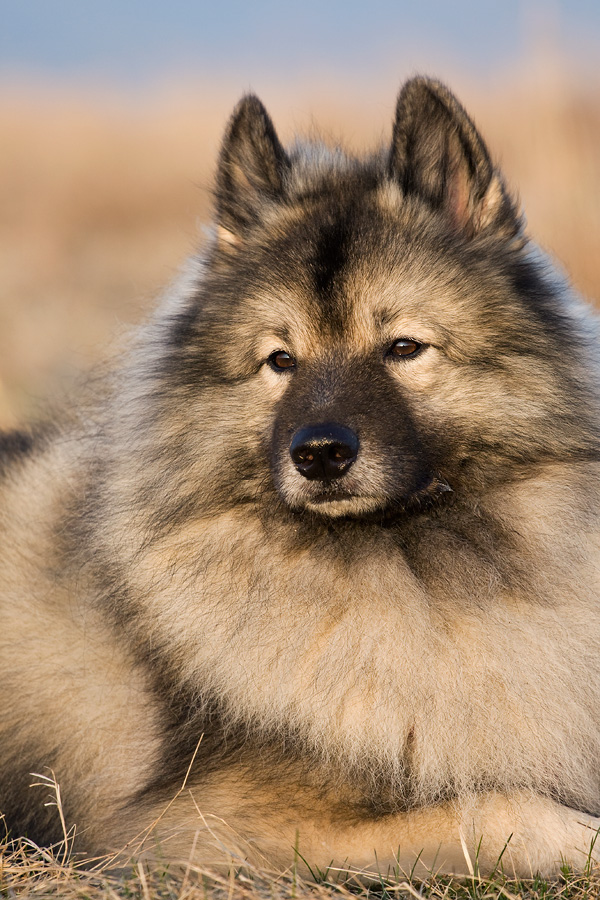
Волчий шпиц

Шпиц (нем. Spitz — «острый, заострённый», здесь — в значении «остроухий») — многозначный термин, относящийся к собакам.
1) В международной кинологической классификации — общее название ряда пород собак («Шпицы и примитивные породы»), отличающихся острыми ушами, закрученным вверх хвостом и густой шерстью. Данная классификация разработана на основании отдалённого внешнего сходства, более глубокие, филогенетические связи между породами при её составлении не были учтены. В рамках данной классификации, лайки и хаски, среди прочих, относятся к шпицам.
В связи с этим, на русском языке шпицами иногда называют следующие породы лаек:
- Шведская лайка (Норботтен-шпиц)
- Ненецкая лайка (Оленегонный шпиц)
- Финская лайка

2) Группа близкородственных пород европейских собак среднего и мелкого размера:
- Немецкий шпиц, который бывает пяти различных размеров (от меньшего к большему): происходящий из северо-немецкой области Померания померанский шпиц или цверг-шпиц (гномий шпиц, шпиц-гном), кляйншпиц (маленький, но больше померанского), миттельшпиц (средний), гроссшпиц (большой), вольфшпиц (волчий шпиц, самый крупный, в соседней Голландии также именуемый кеесхондом).
- Японский шпиц — происходящий от немецких шпицев, в начале XX века завезённых в Японию.
- Флорентийский шпиц (итальянский вольпино, итальянская дворцовая собака).

В России шпицы  (во втором значении) известны с дореволюционного времени. Согласно Энциклопедическому словарю Брокгауза и Ефрона, именно к породе немецкий шпиц первоначально относился термин «шавка», в котором отразилось как фонетическое сходство с немецким названием, так и характерный приглушённый, «шуршащий» лай. Согласно автору словарной статьи ЭСБЕ, сенатору Сергею Васильевичу Безобразову, уже в то время в Российской империи были известны как минимум три разновидности немецких шпицев: «большие» (гроссшпиц и/или вольфшпиц), «карликовые» (кляйншпиц, цверг-шпиц) и «шелковистые шпицы» — помесь шпица и мальтийской болонки.